# Luitenant-generaal
Een luitenant-generaal is een hoge militaire rang die wordt gebruikt in veel landen.

## Luitenant-generaal bij de Belgische strijdkrachten
De Belgische strijdkrachten kennen de rang van luitenant-generaal bij de vroegere Rijkswacht, de Landcomponent en de Luchtcomponent. De gelijkwaardige rang bij de Marinecomponent is viceadmiraal. De Medische component kent geen functieschaal OF-8. In België is de afkorting Lt Gen gebruikelijk.
| Rijkswacht                  | Rijkswacht | Functie- schaal NAVO | Landcomponent               | Landcomponent            | Luchtcomponent              | Luchtcomponent           | Marinecomponent       | Marinecomponent          |
| --------------------------- | ---------- | -------------------- | --------------------------- | ------------------------ | --------------------------- | ------------------------ | --------------------- | ------------------------ |
| luitenant-generaal generaal |            | OF-8                 | luitenant-generaal generaal | Graden luitenant-kolonel | luitenant-generaal generaal | Graden luitenant-kolonel | viceadmiraal admiraal | Graden luitenant-kolonel |

## Luitenant-generaal bij de Nederlandse krijgsmacht
In de Nederlandse krijgsmacht bestaat de rang van luitenant-generaal bij de Koninklijke Landmacht, de Koninklijke Luchtmacht, de Koninklijke Marechaussee en het Korps Mariniers. De gelijkwaardige rang bij de Koninklijke Marine (vloot) is viceadmiraal.
| Functie- schaal NAVO | Koninklijke Marine | Koninklijke Marine    | Koninklijke Landmacht | Koninklijke Landmacht       | Koninklijke Luchtmacht | Koninklijke Luchtmacht      | Koninklijke Marechaussee | Koninklijke Marechaussee    |
| -------------------- | ------------------ | --------------------- | --------------------- | --------------------------- | ---------------------- | --------------------------- | ------------------------ | --------------------------- |
| OF-8                 |                    | viceadmiraal admiraal |                       | luitenant-generaal generaal |                        | luitenant-generaal generaal |                          | luitenant-generaal generaal |

## Officiersrangen (van hoog naar laag)
- generaal
- luitenant-generaal
- generaal-majoor
- brigadegeneraal (bij de luchtmacht: commodore)
- kolonel
- luitenant-kolonel (overste)
- majoor
- kapitein / ritmeester
- eerste luitenant
- tweede luitenant
- vaandrig / kornet